# Vinko Rosić
Vinko Rosić (Spalato, 22 maggio 1941 – Spalato, 19 giugno 2006) è stato un pallanuotista e allenatore di pallanuoto jugoslavo, vincitore di una medaglia d'argento alle olimpiadi di Città del Messico 1968 ed una d'argento a Tokyo 1964.

## Palmarès

### Giocatore

#### Trofei nazionali
- Campionato jugoslavo: 5

Mornar: 1952, 1953, 1955, 1956, 1961